# علم نفس مجتمع الميم

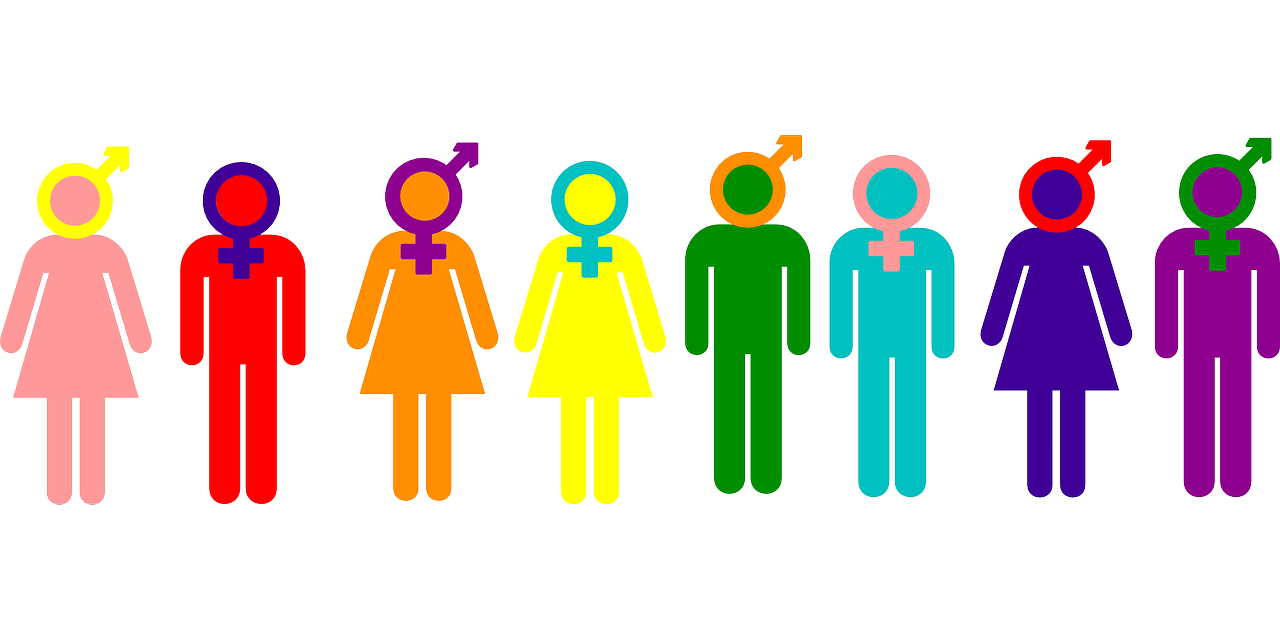
تعدد طيف التوجه الجنسي والجندري عند البشر

علم نفس مجتمع الميم، مجال دراسي من مجالات علم النفس، يهتم بحيوات الأفراد داخل مجتمع الميم، وبوجه خاص ذلك التنوع واسع النطاق للرؤى والتجارب النفسية لهؤلاء الأفراد. ويغطى هذا المجال جوانب مختلفة مثل تطوير الهوية بما يشمل عملية التصريح أو الإعلان والممارسات العائلية والأبوية ودعم أفراد مجتمع الميم، بالإضافة إلى قضايا التعصب والعنصرية التي تؤثر على مجتمع الميم.

## التعريف
يرمز مصطلح علم نفس مجتمع الميم، إلى علم نفس ذوي التوجه الجنسي المثلي من المثليين والمثليات بالإضافة إلى مزدوجي التوجه الجنسي والمتحولين جنسيًا وأحرار الجنس. وكان يُطلق في الماضي على هذا المجال اسم علم نفس المثليين. والآن فهو يشمل سلوكيات وهويات المزدوجين والمتحولين. ويضاف إلى ذلك أحرار الميول، إذ يشمل الهويات والسلوكيات الجنسية التي تتجاوز الخصائص والأدوار والتوقعات الجندرية والجنسية التقليدية. تختلف المصطلحات المستخدمة في هذا المجال باختلاف تواجدها في بقاع العالم. فيُستخدم الاختصار LGBTQ داخل نطاق المملكة المتحدة، وعلى النقيض يشيع استخدام الاختصار LGBT في الولايات المتحدة. ولا تُستخدم مصطلحات (مثلي، مثلية، مزدوج، متحول، أحرار الجنس) في كل بقاع العالم، إذ تختلف التعريفات.
وبعيدًا عن المصطلحات المستخدمة في الأعلى، توجد كلمات وعبارات أخرى مستخدمة في تعريف الهوية الجندرية والجنسية. وتنبع تلك المصطلحات والعبارات عادة، من الثقافات الغربية. وعلى النقيض فإن الثقافات غير الغربية، تُصنف وتُميز نطاق الممارسات والهويات الجندرية والجنسية باستخدام لغات مختلفة، والتي تتضمن بشكل طبيعي أيضًا مفاهيم مختلفة مقارنة بتلك المفاهيم الغربية. يهتم هذا المجال بدراسة الحياة الجنسية لأفراد مجتمع الميم –السلوكيات والهويات الجنسية- وبالتالي التحقق من تجاربهم وهوياتهم الفريدة. يُعد هذا الاهتمام البحثي أمرًا إيجابيًا بالنسبة لأفراد مجتمع الميم، طالما أنه يتحدى المعتقدات والتوجهات المتحيزة وممارسات وسياسات التمييز تجاه مجتمع الميم.
ويشتمل المجال أيضًا على دراسة المغايرة الجنسية –الجاذبية الرومانسية بين الجنسين والتفضيلات والسلوكيات بالإضافة إلى معيارية المغايرة- إذ تُعد الرؤية التقليدية للمغايرة الجنسية المعيار العالمي. ويهدف هذا الاتجاه البحثي إلى فهم الجنسية الغيرية من منظور نفسي، مع الهدف الإضافي لتحدي اعتبار الجنسية الغيرية معيارًا في مجال علم النفس وضمن المجتمع ككل.
يُعد الهدف العام لعلم نفس مجتمع الميم زيادة الوعي بقضايا هذا المجتمع، بوصفه موضوعًا أساسيًا في البحث العلمي والنفسي. ولتحقيق زيادة هذا الوعي، تهدف علم نفس مجتمع الميم إلى أن تكون ضمن المجالات التي تطبق مناهج شاملة وليست مغايرة جنسيًا ولا متحيزة للنوع، في البحث والممارسة النفسية. وخلال توجه علم نفس مجتمع الميم لتكون مجالًا للدراسة والممارسة الشاملة، فهي ترحب بالباحثين والمهنيين من أي فرع من فروع علم النفس ممن لديهم اهتمام بأبحاث مجتمع الميم.

## التاريخ

### علم الجنس

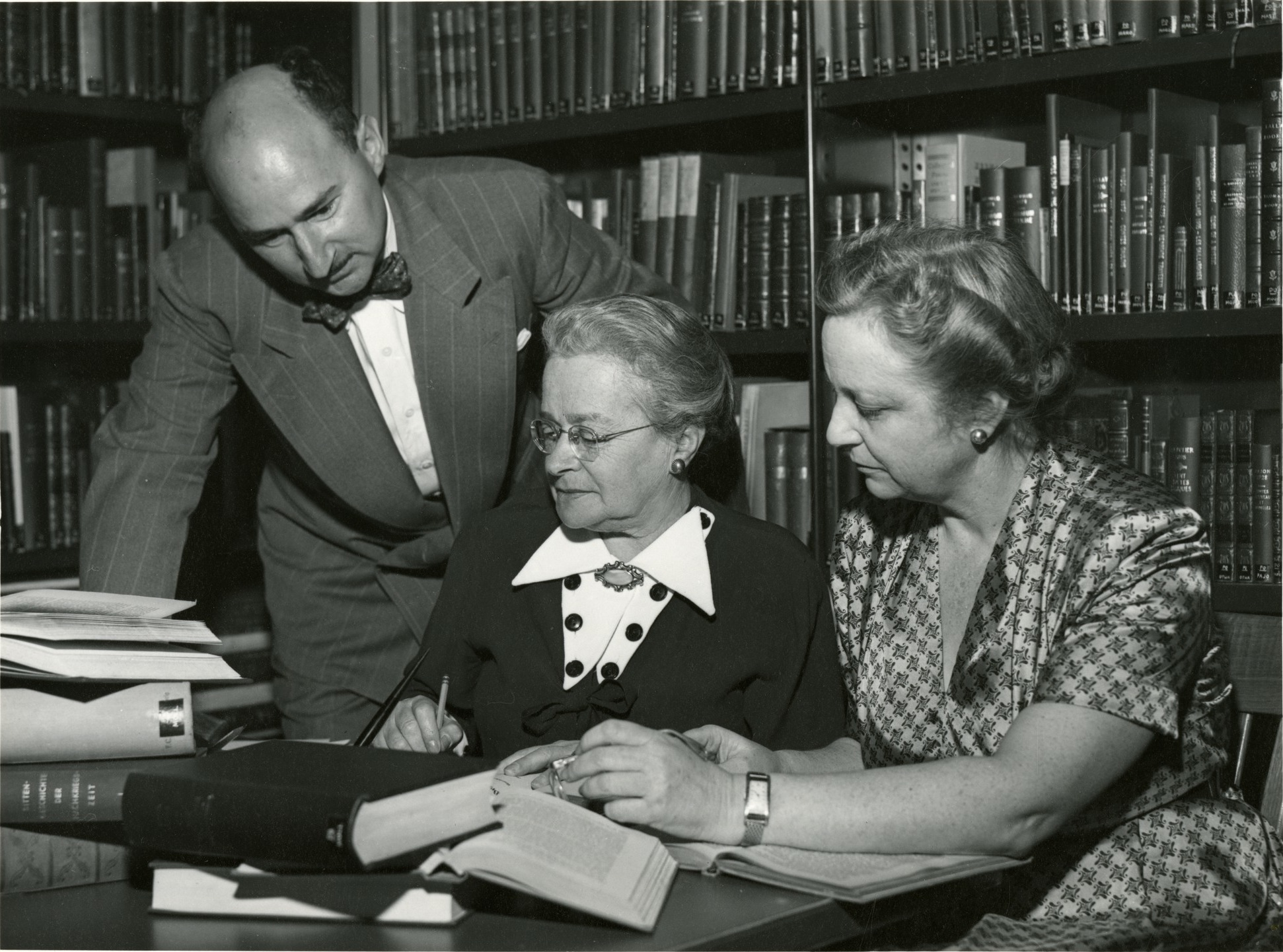
عالم الجنس الأمريكي ألفريد كينسي.

علم الجنس هو جزء من الأساس التاريخي الذي بُنيت عليه سيكولوجية مجتمع الميم. وتُعتبر أعمال علماء الجنس الأوائل، وبوجه خاص أولئك الذي ساهموا في تأسيس علم الجنس بوصفه مجالًا علميًا للالتباس الجندري والجنساني، من الأعمال المؤثرة والمرتبطة بقوة بمجال سيكولوجية مجتمع الميم. وكما ذُكر من قبل، فعلم الجنس هو مجال علمي ينصب على دراسة الهوية الجندرية والجنسانية. وتُستخدم لتعريف المثلية الجنسية في مجال علم الجنس سلسلة تصنيف واسعة النطاق، معروفة باسم الانعكاس للداخل. ضم علماء الجنس الأوائل داخل هذه السلسلة كلا من تحديد العبور الجندري والنشاط الجنسي لنفس الجنس، بوصفهما ينتميان لتلك الفئة الشاملة. يتصور ويصنف العديد من الباحثين المعاصرين في علم الجنس التنوع الجندري والجنساني بشكل منفصل. قد يندرج تحت مسمى التنوع الجنساني كل من ذوي الميول الجنسية المثلية والمزدوجين. أما بالنسبة للمتحولين، فيوضعون في خانة التنوع الجندري. ويُعد كل من ماغنوس هيرشفيلد وكارل هاينرش أولريكس، من الشخصيات المهمة في هذا المجال.

### النشأة التاريخية لعلم النفس الإيجابي للمثليين
تأسس علم النفس الإيجابي للمثليين أول مرة في سبعينيات القرن العشرين. كان يهدف في الأساس إلى (1) تحديث فكرة ورؤية المثلية الجنسية بوصفها مرضًا عقليًا (2) التأكيد على الوظيفة السيكولوجية الصحية والطبيعية للمثليين، من خلال إزالة المعتقدات والتوجهات الخاصة بالمثلية الجنسية وكونها مرتبطة بمرض عقلي.
ومع اتباع هدف هذا المجال، نظرت معظم الأبحاث التي أجريت في تلك الموضوعات إلى باثولوجية المثلية الجنسية بشكل طبيعي. وفيما يتعلق بذلك، وجهت كثيرًا من الانتباه إلى الخبرات المعاشة للأفراد غير المتحولين والمغايرين جنسيًا. يكون التيار السائد في البحث السيكولوجي أكثر شمولية من خلال تضمين أفراد مجتمع الميم. ومع وضع ذلك في الاعتبار، يؤمن علماء سيكولوجية مجتمع الميم بإمكانية تسمية علم النفس باسم علم نفس الأشخاص، إذا اشتمل على موقف منفتح ومتقبلا لفحص الأفراد من كافة الخلفيات وتجاربهم المتنوعة.
تغير اسم علم النفس الإيجابي للمثليين في ثمانينيات القرن العشرين، إلى سيكولوجية المثليين والمثليات، للإشارة إلى توسع ذلك الفرع من علم النفس ليشمل حياة وخبرات النساء والرجال المثليين. واشتمل اسم المجال فيما بعد على مصطلحات إضافية. استُخدمت اختصارات إنجليزية عديدة للإشارة إلى مجال سيكولوجية مجتمع الميم مثل: LGB), LGBT, LGBTQ, LGBTQI). أدى التنوع في المصطلحات التي تُعرف هذا المجال إلى جدل ومناقشة كبيرة بشأن تحديد أي المصطلحات تكون أكثر شمولية بالنسبة لكل الأفراد. وبالرغم من استمرار الجدل الدائر حول المصطلحات المستخدمة في تعريف مجال سيكولوجية مجتمع الميم، فإن ذلك يُبرز في الحقيقة، انشغال المجال بالتنوع في الجنسانية البشرية والتوجه الجندري. وعلاوة على ذلك، تُشير الحروف في الاختصار الإنجليزي LGBTQ إلى التنوع والاختلاف في نطاق البحث الذي يحدث داخل المجال –أي أنواع الأسئلة البحثية، وأنواع المداخل المنهجية المستخدمة لمناقشة تلك الأسئلة. وركزت سيكولوجية مجتمع الميم تقليديًا وبشكل كبير على بحث خبرات المثليين من الرجال والنساء مع توفر المعايير التالية:
- شباب

- قوقازيون

- من الطبقة الوسطى

- أصحاء

- مقيمون في المناطق الحضرية

ويفتقر نطاق البحث داخل مجال سيكولوجية مجتمع الميم إلى الاتساع والتنوع، إذ يتجاهل خبرات أولئك الذين لا يتطابقون مع المعايير المذكورة أعلاه ومع ذلك ينتمون أيضًا وبحق إلى مجتمع الميم. وبشكل عام، فإن سيكولوجية مجتمع الميم حقل فرعي من علم النفس، يمزج العديد من المنظورات والمقاربات وفقًا للعينات المدروسة من الأفراد وموضوعات البحث بالإضافة إلى النظريات والمنهجيات المرشدة إلى الطرائق التي تُجرى من خلالها الأبحاث.

### النشأة التاريخية لعلم النفس النقدي
أدى ظهور مجال علم النفس النقدي إلى تأسيس أقسام لمجتمع الميم داخل العديد من الجمعيات النفسية المهنية الأساسية. أولاً، داخل الجمعية الأمريكية لعلم النفس، كان يُعرف قسم 44 بأنه مجتمع الدراسة النفسية لموضوعات ذوي الميول الجنسية المثلية والمزدوجة. ثانيًا، داخل الجمعية الأسترالية لعلم النفس، عبر جماعة الاهتمام النفسي بموضوعات المثلية الجنسية. ثالثًا، في الجمعية البريطانية لعلم النفس، عبر قسم علم نفس الجنسانية. وأخيرًا داخل الجمعية الكندية لعلم النفس، في قسم التوجهات الجنسية. تدل كل تلك الأقسام السابقة، والتي تخصصت في بحث سيكولوجية مجتمع الميم والموضوعات المتعلقة بالبحث، على تزايد الاعتراف بمكانة سيكولوجية مجتمع الميم في المنظمات النفسية الكبرى التي تغطي العالم الناطق بالإنجليزية.

### الصحة النفسية
يواجه أفراد مجتمع الميم قدرًا كبيرًا من التمييز والوصم عبر مراحل مختلفة من حياتهم. ويستمر غالبًا ذلك التمييز والوصم طوال عمرهم. تشتمل علميات الوصم والتمييز ضد أفراد مجتمع الميم على أفعال معينة من التحرش الجنسي والبدني. وتندرج أيضًا جرائم الكراهية ضمن تلك الأفعال. وتضع تلك الخبرات السلبية، الحياة الانفعالية والجسدية لأفراد مجتمع الميم في خطر. ونتيجة لتلك الخبرات، فإن أفراد مجتمع الميم يواجهون عادة تكرارًا في مشاكل الصحة النفسية بشكل متزايد مقارنة مع أولئك الذين لا ينتمون لهذا المجتمع. وتوضح القائمة التالية المشاكل المختلفة للصحة العقلية التي قد يواجهها أفراد مجتمع الميم:
- القلق

- الاكتئاب

- الوسواس القهري

- اضطراب الرهاب (الفوبيا)

- الصدمة

- تعاطي العقاقير

- سلوكيات إيذاء النفس

- الانتحار والميول الانتحارية

لا تعتبر هذه القائمة المذكورة بأي حال، مكتملة أو مفصلة، لكنها تظهر مدى خطورة المشكلات التي يواجهها في الغالب أفراد مجتمع الميم. وتنتج تلك المشكلات عادة، عن مزيج من تلك الخبرات السلبية مع صعوبة مستمرة في تقبل هوياتهم في مجتمع مناهض لهم.
ويعتبر الانتحار والميول الانتحارية من المشكلات الخطيرة بالنسبة لفئة الشباب في مجتمع الميم. فبالمقارنة مع نظرائهم الذين لا ينتمون لهذا المجتمع، فإن إقبالهم على محاولات الانتحار يزداد عادة بمعدل مرتفع (ما يقارب 3 إلى 4 مرات). وتزداد احتمالية تعرض مجتمع الميم داخل المدرسة إلى سوء معاملة لفظية وبدنية نتيجة توجهاتهم الجنسية وتعبيرهم وهويتهم الجندرية. ويتعلم مجتمع الميم بسرعة من تلك الخبرات الاجتماعية السلبية، التي تجعلهم أكثر عرضة لتلقي معاملة وأحكام سلبية، وعادة ما يرفضهم المحيطين بهم. يخلق ذلك حلقة مفرغة، إذ يدعم المجتمع التصورات السلبية لدى مجتمع الميم حول أنفسهم وإدراكهم لذواتهم. ومن الواضح أن ارتفاع معدلات مشاكل الصحة العقلية بين مجتمعات الميم، دائمة ومستمرة على هذا الوضع، عبر التمييز والتحيز الممنهج ضد أفراد تلك المجتمعات.
لا يواجه أفرادم مجتمع الميم بالضرورة نفس أنواع التحيز أو التمييز، ولا يصدر عنهم نفس رد الفعل تجاه هذا التمييز أو التحيز. فالشيء المشترك هو الأسباب التي تؤدي إلى التمييز والتحيز. ويتعلق الأمر على نطاق واسع بموضوعات التوجهات الجنسية (أي الميول المثلية والمزدوجة) أو موضوعات الهوية الجندرية (أي المتحولين جنسيًا)، وذلك في سياق التحيز والتمييز الذي يستهدف مجتمع الميم. ويؤدي التحيز والتمييز الممنهجين إلى تعرض أفراد مجتمع الميم لقدر كبير من الضغط على أساس المدى الطويل. ويؤثر أيضًا في استيعاب أفراد هذا المجتع بشكل داخلي، لكل أنواع السلبية التي يتلقونها، مع التأكيد على الاختلافات بينهم وبين الآخرين. ويتسبب ذلك بدوره في دفع أفراد مجتمع الميم نحو الشعور بالذنب والعار فيما يتعلق بهوياتهم ومشاعرهم وتصرفاتهم.
ويمكن لتصريح أفراد مجتمع الميم عن ميولهم خلق الكثير من الضغط الزائد من العائلة والأقران والمجتمع. وهذه العملية عبارة عن إعلان أفراد مجتمع الميم بكل صراحة عن توجهاتهم الجنسية أو عن هوياتهم الجندرية إلى الآخرين. بالإضافة إلى مواجهة أفراد هذا المجتمع أيضًا لنتائج سلبية أخرى، على سبيل المثال:
القمع الذاتي للتوجه الجنسي أو الهوية الجندرية
- الإقصاء والنبذ

- منع أو تقليل الدعم الاجتماعي أو الأسري

- المساعدة على الحياة بصحة نفسية سليمة هو أمر ذو أهمية كبيرة بالنسبة لأفراد مجتمع الميم

وتشمل العوامل الرئيسية في تعزيز الصحة العقلية الإيجابية لأفراد مجتمع الميم، الأمور التالية:
- وجود العائلة ودعم الأقران[17]

- الدعم المجتمعي وفي أماكن العمل

- فهم رد الفعل الإيجابي المناسب الذي يُقدم خلال عملية الإفصاح

- تحديد وتقييم ومعالجة العوامل الاجتماعية التي تؤثر كمحصلة نهائية على صحة أفراد مجتمع الميم